# Bad Säckingen
Bad Säckingen je lázeňské město v zemském okrese Waldshut v Bádensku-Württembersku. Leží v nejjižnějším cípu Německa, asi 30 km západně od Basileje na pravém břehu Rýna, který zde tvoří hranici se Švýcarskem. Žije zde přibližně 18 tisíc obyvatel.

## Historie
Dějiny obce jsou svázány se zdejším klášterem, který se poprvé připomíná roku 878 jako Sacinga. To je patrně zkomolené jméno římské osady Sanctio, kterou zmiňuje nejstarší pramen zdejších dějin, Legenda o svatém Fridolínovi z roku 970. Klášter na ostrově v řece podle této legendy založil v 6. nebo 7. století svatý Fridolín, misionář irského původu, s podporou franckého krále Chlodvíka I. nebo Chlodvíka II. (639–658). Mužský klášter brzy zanikl, ale mezi abatyšemi ženského kláštera se vyskytují i osoby z merovejského, karlovského i ottónského rodu.
Románský kostel svatého Fridolína nahradil počátkem 11. století starší ottónskou stavbu a ve 12. století k ní přibyly dvě věže v průčelí. Kostel o délce asi 65 m měl v té době už rozměry současné stavby. Ve 13. století se objevuje název Seconis a klášter i obec převzal rod Habsburků. Roku 1275 vypukl v domě pekaře požár, který zničil téměř celou obec i klášter včetně jeho archivu a knihovny. Jen ostatky svatého Fridolína se podařilo zachránit. Oprava trvala několik let, ale po dalším požáru byl v letech 1343–1360 postaven nový trojlodní gotický kostel s dlouhým chórem a z románské stavby zůstala pouze krypta a dolní části věží.
V 16. století byly přestavěny věže, v létech 1698–1701 byla loď nově zaklenuta, přistavěny boční kaple a celý interiér dostal bohatou barokní freskovou i štukovou výzdobu. Roku 1727 bylo rozšířeno a barokně přestavěno průčelí a po dalším požáru roku 1751 byly obnoveny věže i střechy, fresky i štuky. Věže jsou vysoké 57 metrů, na severní visí jediný zvon Fridolin o váze 3500 kg z roku 1753, v jižní věži je šest zvonů z roku 1952. Varhany z roku 1993 mají tři manuály, pedál a 57 rejstříků.
V 17. století bylo město i klášter několikrát vyloupeny vojáky, roku 1805 připadlo k Bádensku a roku 1806 byl zrušen i ženský klášter. Roku 1830 bylo zasypáno pravé (severní) rameno řeky, takže město přestalo stát na ostrově.

## Další pamětihodnosti
- Dřevěný krytý most přes Rýn s délkou 204 m je nejdelší v Evropě. Původní most, patrně ze 13. století, byl několikrát zničen a obnoven, současná stavba se sedmi oblouky různé délky je z roku 1699 a slouží pouze pěším a cyklistům.
- Zbytky opevnění a několik válcovitých věží.
- Kostel svatého Petra.
- Měšťanské domy ze 17.–19. století.
- Zámek Schönau z let 1600–1680, dnes městské muzeum.

### Galerie

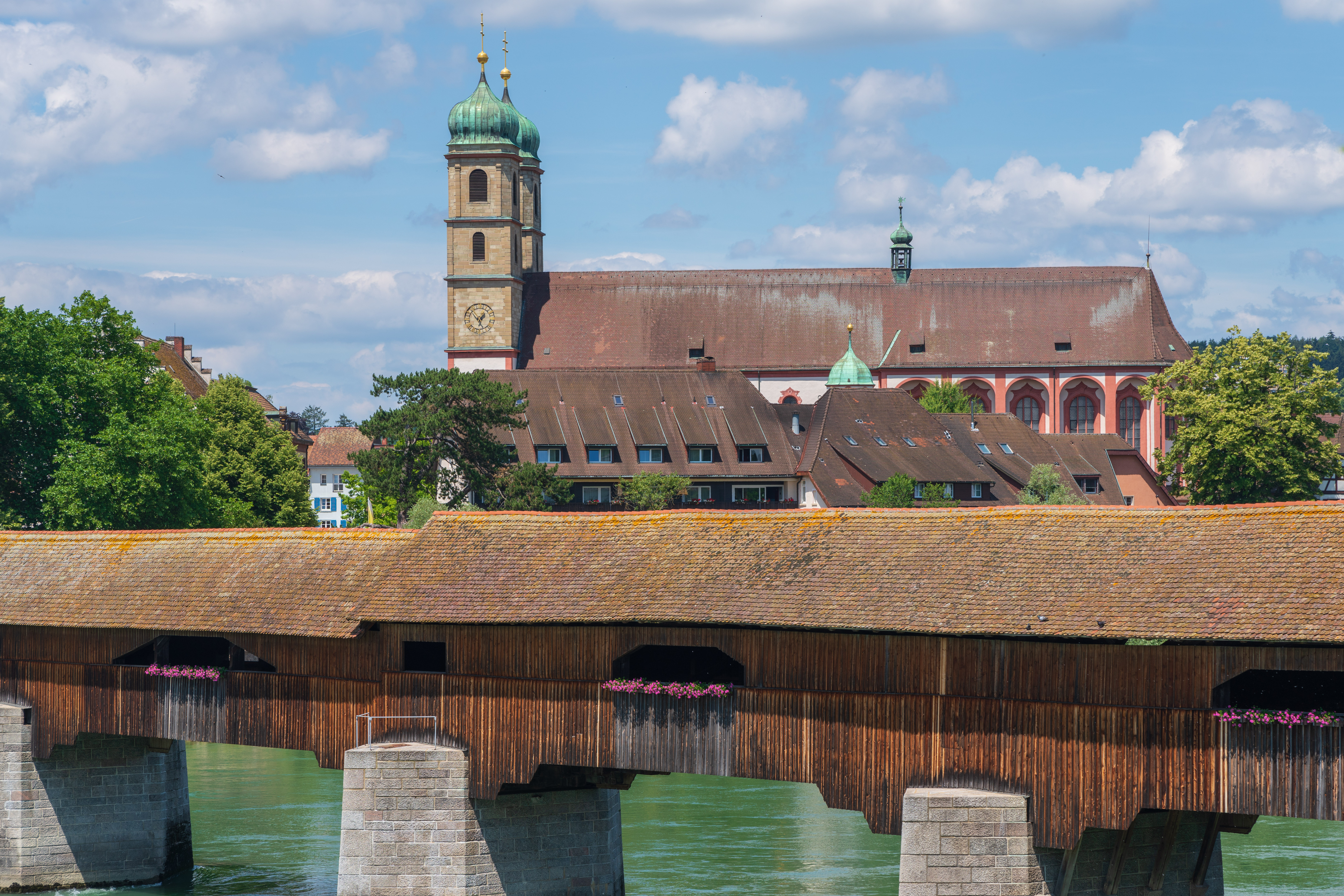
Kostel a dřevěný most ze švýcarské strany
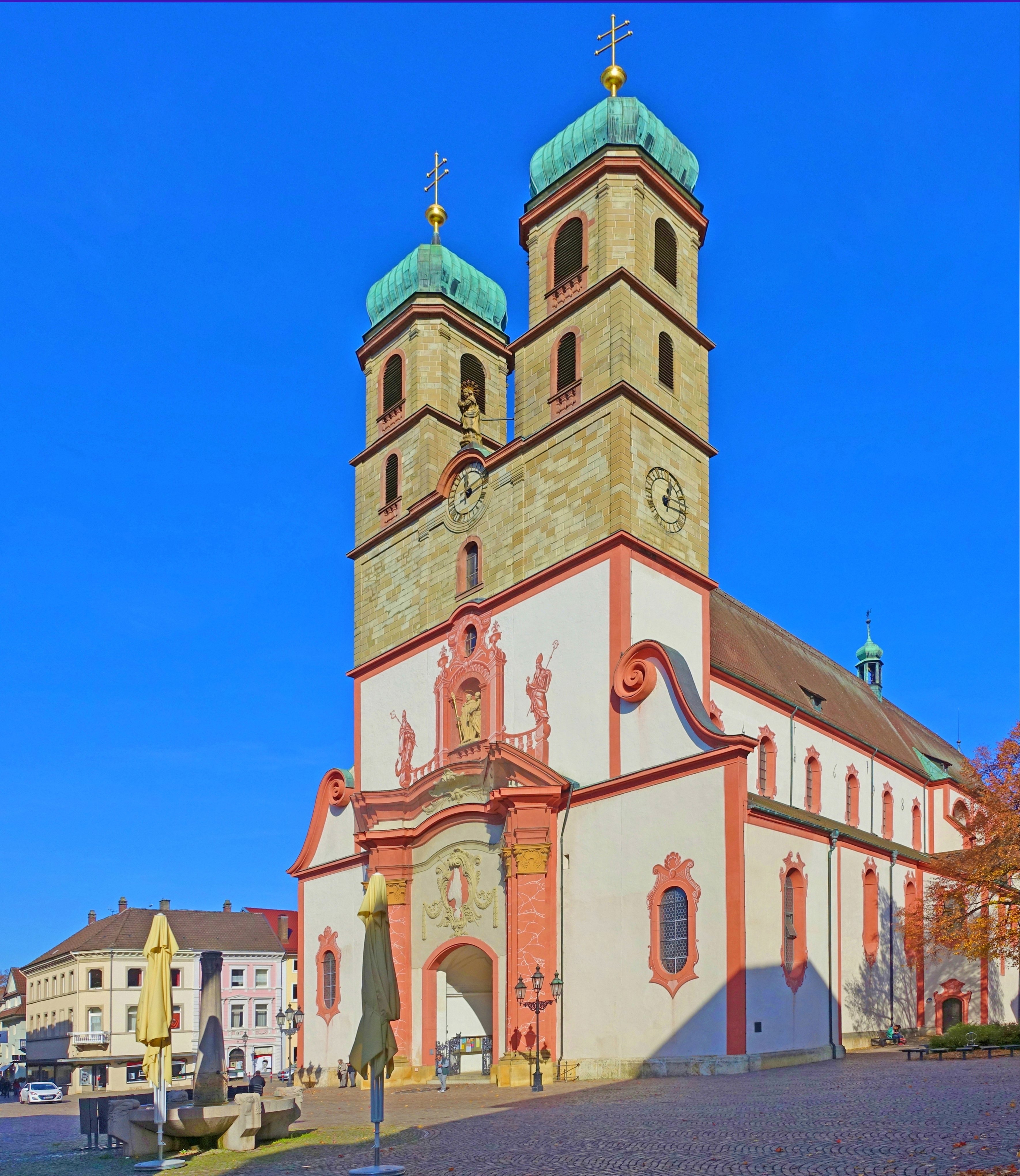
Kostel sv. Fridolína od JZ
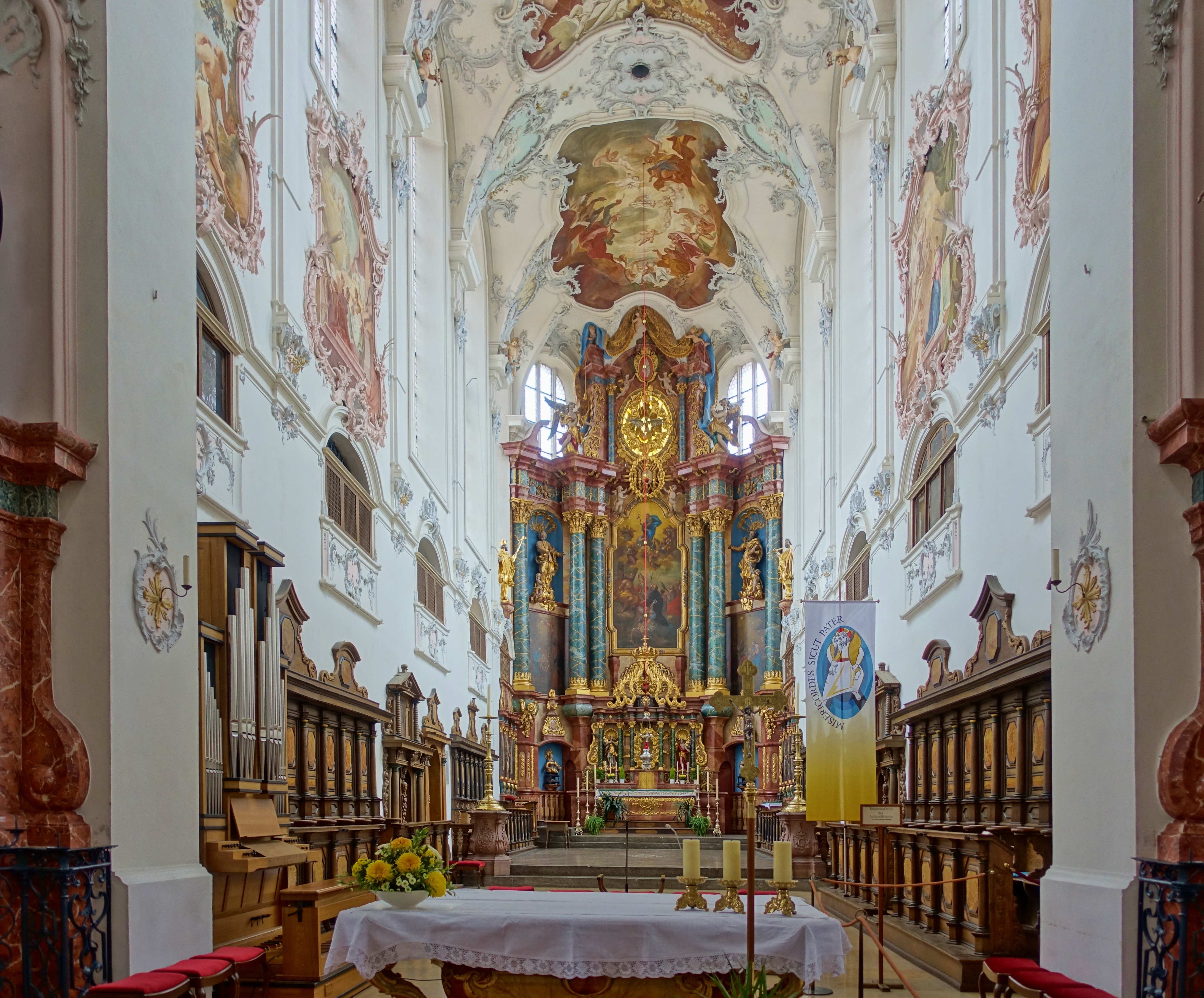
Kostel sv. Fridolína, interiér k východu
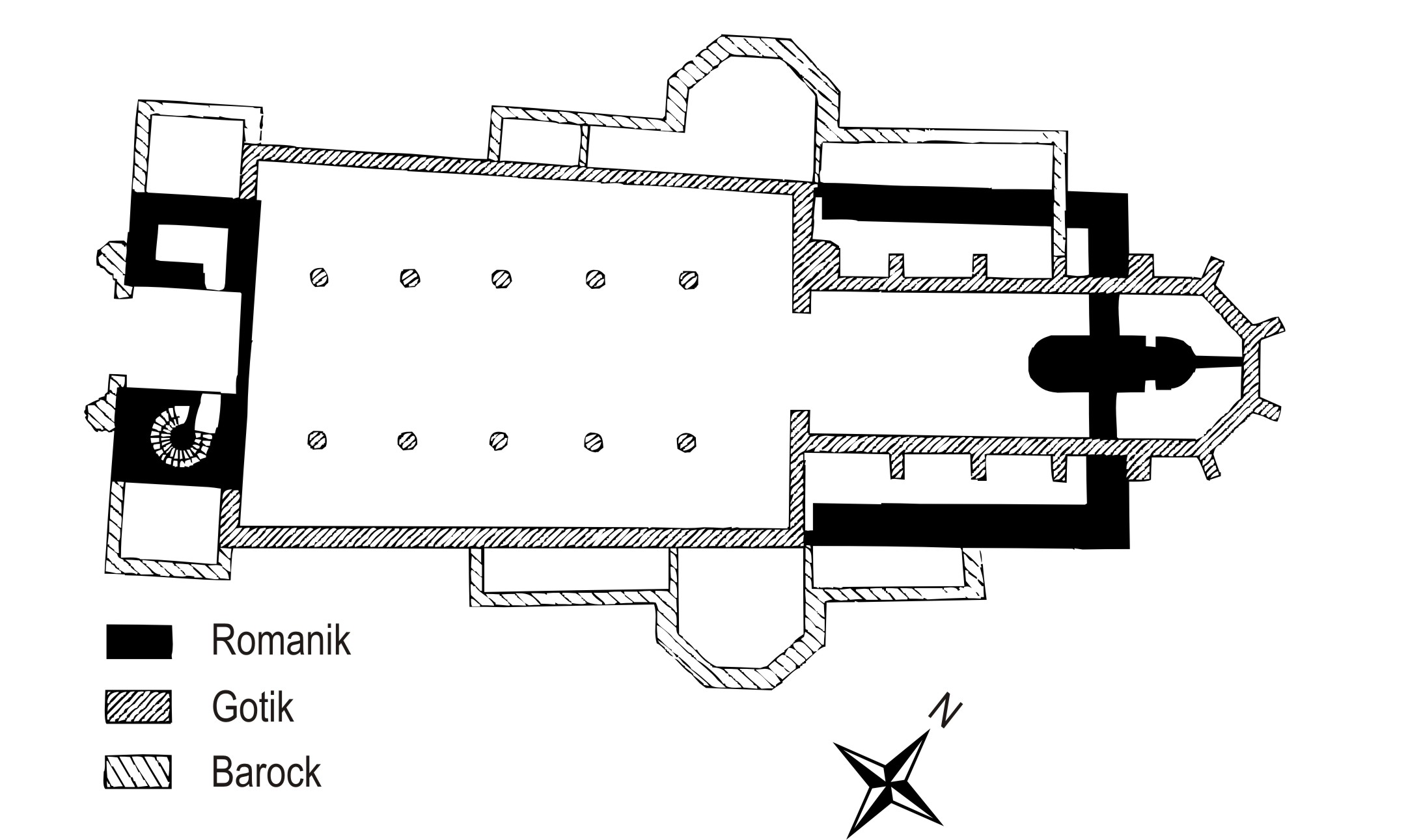
Kostel sv. Fridolína, půdorys
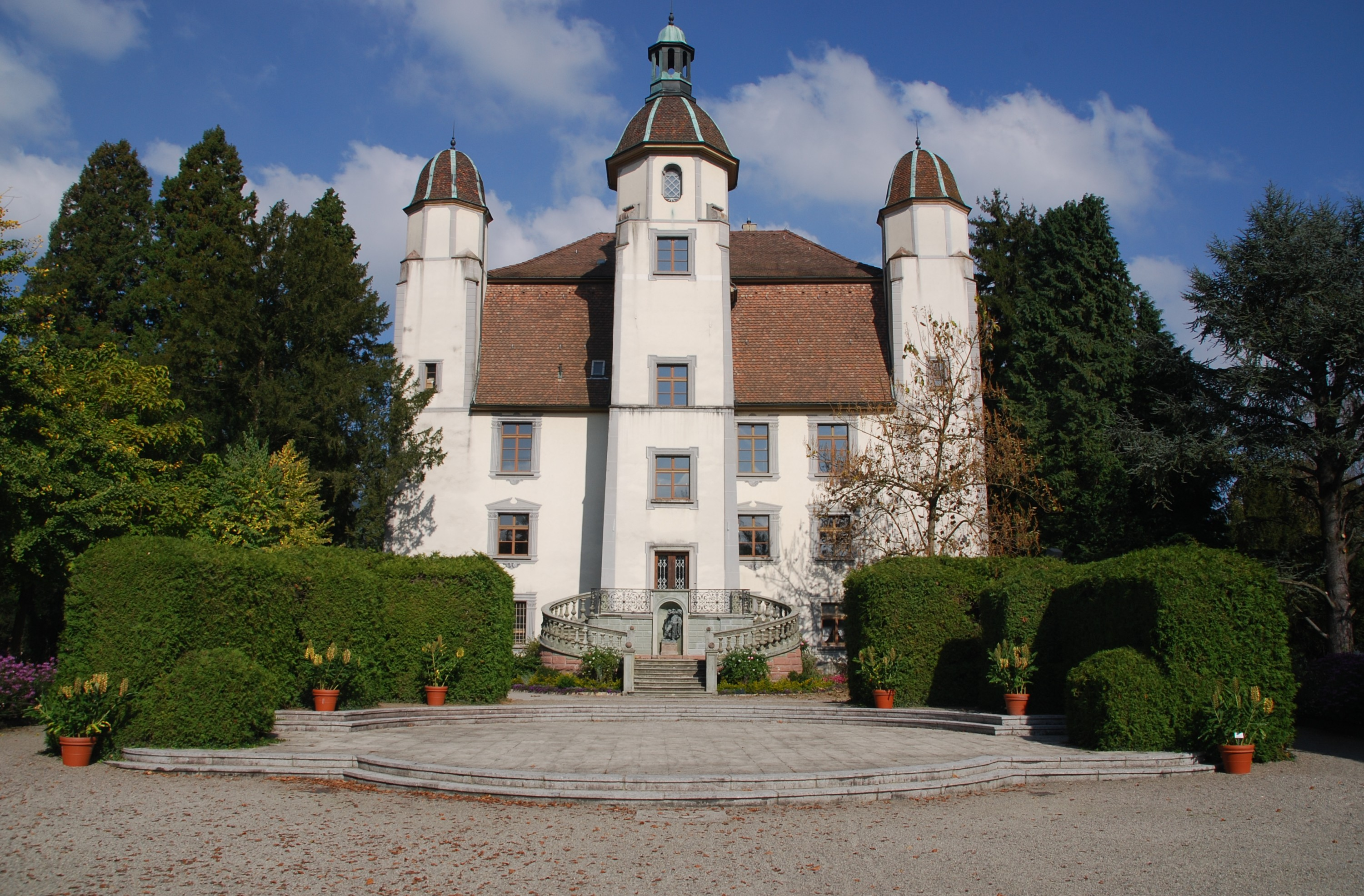
Zámek Schönau